# Раговка
Ра́говка (укр. Рагівка) — село, входит в Полесский район Киевской области Украины.
Население по переписи 2001 года составляло 531 человек. Почтовый индекс — 07033. Телефонный код — 4592. Занимает площадь 9 км². Код КОАТУУ — 3223587601.

## Объекты
Есть православная церковь.

## Местный совет
07033, Київська обл., Поліський р-н, с. Рагівка, вул. Леніна, 82